# Les Amants (película de 1958)
Les Amants es una película francesa de tipo dramático y psicológico, del año 1958, dirigida por Louis Malle, y con Jeanne Moreau en el rol principal.

## Sinopsis[2][3][4]
Jeanne Tournier, de 30 años, se aburre en su lujoso hogar de Dijon. Está casada con el director de un periódico, y viaja cada mes a París para visitar a su amiga Maggie, quien tiene una relación más o menos platónica con un jugador de polo. 
Sospechando alguna infidelidad, Henri Tournier tiende una trampa a su esposa Jeanne, sugiriendo de invitar a sus amigos parisinos a pasar algunos días con ellos en Dijon.
Ya en viaje hacia Dijon, surge un contratiempo, oportunidad en que Jeanne conoce a un misterioso hombre joven, arqueólogo de profesión, quien finalmente termina llevándola a su domicilio en su coche 2CV, lo que contrasta con los lujosos automóviles de sus amigos habituales.

## Ficha técnica
- Título: Les Amants.
- Director: Louis Malle, asistido por François Leterrier y Alain Cavalier.
- Guion y diálogos: Louis Malle, Louise de Vilmorin, según la novela de Vivant Denon titulada Point de lendemain.
- Fotografía: Henri Decae.
- Decorados: Bernard Evein, Jacques Saulnier.
- Scripte (continuista): Francine Corteggiani.
- Música: Johannes Brahms.
- Montaje: Léonide Azar.
- Producción: Jean Thuillier.
- Sociedad de producción: Nouvelles éditions de films ; Lux Film.
- Formato: Blanco y negro - 2,35:1 (dyaliscope).
- Duración: 90 minutos.
- Fecha de estreno: septiembre de 1958 en el Mostra de Venise ; 5 de noviembre de 1958 en Francia.

## Reparto
- Jeanne Moreau: Jeanne Tournier
- Jean-Marc Bory: Bernard
- Alain Cuny: Henri Tournier
- Judith Magre: Maggy Thiebaut-Leroy, una mujer de mundo
- José Luis de Vilallonga: Raoul
- Gaston Modot: el sirviente
- Michèle Girardon: la secretaria

## Réplicas destacadas
- « Toi tu n'as pas besoin d'avoir un genre, tu as un mari. »[5]

- « L'amour peut naître d'un regard. »[6]

## Sobre el film y sus repercusiones[7]
La escena final, muy osada para la época, provocó un escándalo en los medios católicos, desde donde se trató de que se prohibiera la proyección del film en el Festival de Venecia (sobre todo se le reprochaba de mostrar un adulterio vivido con placer). Asimismo, este film obtuvo el Premio especial del jurado.
En Estados Unidos, el encadenamiento de procesos que siguieron las proyecciones de este film, obligaron a la Corte Suprema estadounidense a definir explícitamente en 1964, lo que debía entenderse por pornografía, exonerando a este film en cuestión de este calificativo.

## Distinciones
- Premio especial del jurado en el Festival de Venecia, 1958